# Run Winschoten
De Run Winschoten is een ultraloop over 100 km in Winschoten, die sinds 1976 jaarlijks op de tweede zaterdag van september wordt gehouden. Het parcours is vóór 1989 nooit officieel gemeten en wordt beschouwd als te kort. Sinds 1995 wordt er het NK gehouden; bovendien werd er vanaf 1992 vijfmaal het Europese kampioenschap verwerkt (1992, 1993, 1994, 2001, 2002).

## Parcours
Er worden verschillende onderdelen gelopen tijdens de RUN. In 1979 werd één grote ronde van 100 km vervangen door twee rondes van 50 km. Enkele jaren later werden dit er vier van 25 km. Tegenwoordig loopt men 10 rondes van 10 km.
Sinds de Run van 2008 is het parcours weer aangepast, in verband met de afbraak van de Klinker. Er wordt nu in tegengestelde richting gelopen ten opzichte van andere edities van de Run. In 2013 is het parcours wederom aangepast vanwege de grote impact die de afsluiting van het parcours met zich meebrengt.

## Wedstrijden

### Lutjerun
| Afstand | Meisjes       | Jongens       |
| ------- | ------------- | ------------- |
| 500 m:  | 4-6 jaar      | 4-6 jaar      |
| 1 km:   | 8 jaar        | 8 jaar        |
|         | 9 jaar        | 9 jaar        |
|         | 10 en 11 jaar | 10 en 11 jaar |
|         | 12 en 13 jaar | 12 en 13 jaar |
| 2 km:   | 14 en 15 jaar | 14 en 15 jaar |

### 10x10 km
De minimumleeftijd is zestien jaar. Een team mag bestaan uit maximaal tien en moet minimaal vijf lopers hebben. Het team mag, met uitzondering van de categorie Vrouwenteams, een gemengde samenstelling hebben.
Voor atletiekverenigingen geldt dat alle teamleden lid zijn van de vereniging (aangesloten bij de Atletiekunie of een buitenlandse bond) waar men voor uitkomt.

### 50 km
De 50 km wordt sinds 2006 georganiseerd. Deze afstand is voor zowel vrouwen als mannen; voor de categorie-indeling is de leeftijd op de dag van de wedstrijd bepalend. De snelste tijd op de 50 km werd bij de mannen gelopen door de Nederlander Harm Sengers met een tijd van 2:53.48 (2015). Dit is de beste Nederlandse tijd op de 50 km. De snelste tijd bij de vrouwen is van de Britse Zelah Morell met 3:31.19 (2006).

### 100 km
Deze afstand is waar alles tijdens de RUN eigenlijk om draait. De afstand is voor zowel vrouwen als mannen; voor de categorie-indeling is de leeftijd op de dag van de wedstrijd bepalend.

## Uitslagen
|  | 14 september 2024 | Leendert van der Lugt | Nederland         | 6:39.24 | Hinke Schokker            | Nederland        | 7:32.04  |
|  | 9 september 2023  | Gabriel Biel Barros   | Brazilië          | 6:24.36 | Serena Natolini           | Italië           | 7:54.17  |
|  | 10 september 2022 | Simone Pessina        | Italië            | 6:58.42 | Hinke Schokker            | Nederland        | 7:47.25  |
|  | 11 september 2021 | Marco Menegardi       | Italië            | 6:37.09 | Francesca Bravi           | Italië           | 7:43.45  |
|  | 14 september 2019 | Matteo Lucchese       | Italië            | 6:53.02 | Hinke Schokker            | Nederland        | 7:34.04  |
|  | 8 september 2018  | Joris Beaumon         | België            | 7:18.25 | Hinke Schokker            | Nederland        | 8:00.34  |
|  | 9 september 2017  | Wouter Decock         | België            | 6:46.12 | Sophia Sundberg           | Zweden           | 7:50.13  |
|  | 10 september 2016 | Pascal van Norden     | Nederland         | 7:06.30 | Sophia Sundberg           | Zweden           | 7:54.59  |
|  | 12 september 2015 | Jonas Buud            | Zweden            | 6:22.44 | Camille Herron            | Verenigde Staten | 7:08.35  |
|  | 13 september 2014 | Daniel Oralek         | Tsjechië          | 7:22:35 | Simone Stöppler           | Duitsland        | 8:45:34  |
|  | 14 september 2013 | Michael Boch          | Frankrijk         | 6:46:25 | Simone Stöppler           | Duitsland        | 8:30:28  |
|  | 8 september 2012  | Daniel Oralek         | Tsjechië          | 7:07.46 | Heidi Janssens            | België           | 9:33.51  |
|  | 10 september 2011 | Giorgio Calcaterra    | Italië            | 6:27.32 | Marina Bychkova           | Rusland          | 7:27.19  |
|  | 11 september 2010 | Daniel Oralek         | Tsjechië          | 7:11.27 | Leonie van den Haak       | Nederland        | 9:29.52  |
|  | 12 september 2009 | Jaroslaw Janicki      | Polen             | 6:53.59 | Anne Cécile Fontaine      | Frankrijk        | 8:20.31  |
|  | 13 september 2008 | Daniel Oralek         | Tsjechië          | 7:00.20 | Birgit Schönherr-Hölscher | Duitsland        | 7:57.26  |
|  | 8 september 2007  | Shinichi Watanabe     | Japan             | 6:23.21 | Norimi Sakurai            | Japan            | 7:00.27  |
|  | 16 september 2006 | Oliver Leu            | Duitsland         | 7:31.30 | Maria Bak                 | Duitsland        | 7:35.28  |
|  | 10 september 2005 | Oleg Charitonov       | Rusland           | 6:30.31 | Monica Casiraghi          | Italië           | 7:53.25  |
|  | 11 september 2004 | Mario Ardemagni       | Italië            | 6:18.24 | Tatjana Zjyrkova          | Rusland          | 7:10.32  |
|  | 13 september 2003 | Andrzej Magier        | Polen             | 6:58.32 | Inez Jacquemart           | België           | 9:13.07  |
|  | 14 september 2002 | Pascal Fetizon        | Frankrijk         | 6:34.16 | Elvira Kolpakova          | Rusland          | 7:24.52  |
|  | 29 september 2001 | Vladimir Netreba      | Rusland           | 6:45.43 | Ricarda Botzon            | Duitsland        | 7:31.55  |
|  | 9 september 2000  | Pascal Fetizon        | Frankrijk         | 6:23.15 | Edit Berces               | Hongarije        | 7:25.21  |
|  | 11 september 1999 | Pascal Fetizon        | Frankrijk         | 6:39.16 | Elvira Kolpakova          | Rusland          | 7:33.39  |
|  | 12 september 1998 | Andrzej Magier        | Polen             | 6:59.50 | Edit Berces               | Hongarije        | 7:45.07  |
|  | 13 september 1997 | Sergej Janenko        | Oekraïne          | 6:25.25 | Valentina Ljachova        | Rusland          | 7:30.37  |
|  | 14 september 1996 | Andrzej Magier        | Polen             | 6:43.09 | Marta Vass                | Hongarije        | 8:27.52  |
|  | 16 september 1995 | Valmir Nunes          | Brazilië          | 6:18.09 | Ann Trason                | Canada           | 7:00.48  |
|  | 3 september 1994  | Jaroslav Janicki      | Polen             | 6:33.43 | Valentina Ljachova        | Rusland          | 7:36.39  |
|  | 18 september 1993 | Konstantin Santalov   | Rusland           | 6:25.52 | Marta Vass                | Hongarije        | 7:43.06  |
|  | 12 september 1992 | Jean-Paul Praet       | België            | 6:16.41 | Hilary Walker             | Engeland         | 7:55.12  |
|  | 7 september 1991  | Konstantin Santalov   | Rusland           | 6:26.20 | Sylvia Watson             | Engeland         | 8:24.05  |
|  | 8 september 1990  | Jan Szumiec           | Polen             | 6:50.42 | Riet Horber               | Zwitserland      | 8:44.33  |
|  | 9 september 1989  | Bruno Joppen          | Nederland         | 6:39.35 | Riet Horber               | Zwitserland      | 8:53.10  |
|  | 10 september 1988 | Wim Akkermans         | Nederland         | 6:53.49 | Elzbieta Czerniak         | Polen            | 9:54.04  |
|  | 12 september 1987 | Bruno Joppen          | Nederland         | 6:49.06 | Agnes Eberle              | Zwitserland      | 8:17.36  |
|  | 13 september 1986 | Jan Szumiec           | Polen             | 6:17.57 | Riet Horber               | Zwitserland      | 8:34.40  |
|  | 14 september 1985 | Vaclav Kamenik        | Tsjecho-Slowakije | 6:38.40 | Sandra Kiddy              | Canada           | 8:05.30  |
|  | 8 september 1984  | Henk Bronswijk        | Nederland         | 6:49.11 | Riet Horber               | Zwitserland      | 8:22.10  |
|  | 8 september 1983  | Henk Bronswijk        | Nederland         | 6:51.18 | Marieke Bestebreur        | Nederland        | 9:30.33  |
|  | 13 september 1982 | Martin Daykin         | Engeland          | 6:39.08 | Riet Horber               | Zwitserland      | 9:27.24  |
|  | 12 september 1981 | Martin Daykin         | Engeland          | 6:46.03 | Waltraud Bayer            | West-Duitsland   | 8:57.02  |
|  | 13 september 1980 | Martin Daykin         | Engeland          | 6:35.05 | Riet Horber               | Zwitserland      | 8:41.16  |
|  | 8 september 1979  | Uwe Schuder           | West-Duitsland    | 6:46.27 | Riet Horber               | Zwitserland      | 8:54.19  |
|  | 16 september 1978 | Mike Newton           | Engeland          | 6:43.16 | Riet Horber               | Zwitserland      | 8:59.40  |
|  | 10 september 1977 | Kasper Berg           | Noorwegen         | 6:35.06 | Riet Horber               | Zwitserland      | 9:49.10  |
|  | 25 september 1976 | Hans van Kasteren     | Nederland         | 6:45.46 | Anne Marie Hantke         | West-Duitsland   | 12:53.15 |